# Ringer-Europameisterschaften 1985
Die Ringer-Europameisterschaften 1985 fanden im April 1985 in Leipzig in der damaligen DDR statt.

## Griechisch-römisch, Männer

### Ergebnisse

#### Kategorie bis 48 kg (Papiergewicht)
| Platz | Land           | Sportler            |
| ----- | -------------- | ------------------- |
| 1     | Bulgarien      | Bratan Zenow        |
| 2     | BR Deutschland | Bernd Scherer       |
| 3     | Sowjetunion    | Temo Kassaraschwili |
| 4     | Ungarn         | Csaba Vadász        |
| 5     | Polen          | Krzysztof Mudrecki  |
| 6     | Finnland       | Jukka Vesterinen    |

Titelverteidiger: Məhəddin Allahverdiyev, UdSSR

#### Kategorie bis 52 kg (Fliegengewicht)
| Platz | Land             | Sportler           |
| ----- | ---------------- | ------------------ |
| 1     | Polen            | Roman Kierpacz     |
| 2     | Sowjetunion      | Minseit Tasetdinow |
| 3     | Bulgarien        | Walentin Krumow    |
| 4     | Tschechoslowakei | Tibor Jankovics    |
| 5     | Rumänien         | Mihai Cișmaș       |
| 6     | Frankreich       | Serge Robert       |

Titelverteidiger: Minseit Tasetdinow, UdSSR

#### Kategorie bis 57 kg (Bantamgewicht)
| Platz | Land                            | Sportler              |
| ----- | ------------------------------- | --------------------- |
| 1     | Sowjetunion                     | Howhannes Harutjunjan |
| 2     | Rumänien                        | Nicolae Zamfir        |
| 3     | Schweden                        | Benni Ljungbeck       |
| 4     | Polen                           | Mieczysław Tracz      |
| 5     | Deutsche Demokratische Republik | Heiko Röll            |
| 6     | Ungarn                          | András Sike           |

Titelverteidiger: Kamil Fatkulin, UdSSR

#### Kategorie bis 62 kg (Federgewicht)
| Platz | Land                            | Sportler            |
| ----- | ------------------------------- | ------------------- |
| 1     | Sowjetunion                     | Kamandar Madschydau |
| 2     | Polen                           | Bogusław Klozik     |
| 3     | Ungarn                          | Árpád Sipos         |
| 4     | Rumänien                        | Gheorghe Savu       |
| 5     | Deutsche Demokratische Republik | Günter Reichelt     |
| 6     | BR Deutschland                  | Bernd Gabriel       |

Titelverteidiger: Kamandar Madschydau, UdSSR

#### Kategorie bis 68 kg (Leichtgewicht)
| Platz | Land                            | Sportler           |
| ----- | ------------------------------- | ------------------ |
| 1     | Sowjetunion                     | Michail Prokudin   |
| 2     | Rumänien                        | Ștefan Negrișan    |
| 3     | Polen                           | Stanisław Barej    |
| 4     | Frankreich                      | Franck Abrial      |
| 5     | Deutsche Demokratische Republik | Thorsten Schlonske |
| 6     | Tschechoslowakei                | Július Jasko       |

Titelverteidiger: Michail Prokudin, UdSSR

#### Kategorie bis 74 kg (Weltergewicht)
| Platz | Land        | Sportler             |
| ----- | ----------- | -------------------- |
| 1     | Rumänien    | Ștefan Rusu          |
| 2     | Bulgarien   | Borislaw Welitschkow |
| 3     | Sowjetunion | Michail Mamiaschwili |
| 4     | Finnland    | Jouko Salomäki       |
| 5     | Polen       | Jerzy Kopański       |
| 6     | Schweden    | Roger Tallroth       |

Titelverteidiger: Roger Tallroth, Schweden

#### Kategorie bis 82 kg (Mittelgewicht)
| Platz | Land        | Sportler             |
| ----- | ----------- | -------------------- |
| 1     | Sowjetunion | Abdulbassir Battalow |
| 2     | Ungarn      | Tibor Komáromi       |
| 3     | Rumänien    | Sorin Herțea         |
| 4     | Polen       | Bogdan Daras         |
| 5     | Bulgarien   | Dimitar Djamow       |
| 6     | Finnland    | Jarmo Övermark       |

Titelverteidiger: Taimuras Apchasawa, UdSSR

#### Kategorie bis 90 kg (Halbschwergewicht)
| Platz | Land        | Sportler         |
| ----- | ----------- | ---------------- |
| 1     | Sowjetunion | Igor Kanygin     |
| 2     | Rumänien    | Ilie Matei       |
| 3     | Finnland    | Toni Hannula     |
| 4     | Polen       | Andrzej Malina   |
| 5     | Österreich  | Franz Pitschmann |
| 6     | Ungarn      | Lajos Herczeg    |

Titelverteidiger: Atanas Komtschew, Bulgarien

#### Kategorie bis 100 kg (Schwergewicht)
| Platz | Land                            | Sportler         |
| ----- | ------------------------------- | ---------------- |
| 1     | Sowjetunion                     | Anatol Fedarenka |
| 2     | Bulgarien                       | Ilija Georgiew   |
| 3     | Tschechoslowakei                | Dušan Masár      |
| 4     | Ungarn                          | Emil Trauber     |
| 5     | Deutsche Demokratische Republik | Thomas Horschel  |
| 6     | Frankreich                      | Michel Belmer    |

Titelverteidiger: Tamás Gáspár, Ungarn

#### Kategorie bis 130 kg (Superschwergewicht)
| Platz | Land                            | Sportler        |
| ----- | ------------------------------- | --------------- |
| 1     | Sowjetunion                     | Igor Rostorozki |
| 2     | Bulgarien                       | Rangel Gerowski |
| 3     | Polen                           | Sławomir Luto   |
| 4     | Ungarn                          | László Tóth     |
| 5     | Rumänien                        | Ioan Grigoraș   |
| 6     | Deutsche Demokratische Republik | Jörg Kotte      |

Titelverteidiger: Alexandar Tomow, Bulgarien

### Medaillenspiegel
| Rang | Land             | Gold | Silber | Bronze |
| ---- | ---------------- | ---- | ------ | ------ |
| 1    | Sowjetunion      | 7    | 1      | 2      |
| 2    | Rumänien         | 1    | 3      | 1      |
|      | Bulgarien        | 1    | 3      | 1      |
| 4    | Polen            | 1    | 1      | 2      |
| 5    | Ungarn           | 0    | 1      | 1      |
| 6    | BR Deutschland   | 0    | 1      | 0      |
| 7    | Finnland         | 0    | 0      | 1      |
|      | Tschechoslowakei | 0    | 0      | 1      |
|      | Schweden         | 0    | 0      | 1      |

## Freistil, Männer

### Ergebnisse

#### Kategorie bis 48 kg (Papiergewicht)
| Platz | Land                            | Sportler          |
| ----- | ------------------------------- | ----------------- |
| 1     | Sowjetunion                     | Wassili Gogolew   |
| 2     | Polen                           | Władysław Olejnik |
| 3     | Rumänien                        | Alin Pacuraru     |
| 4     | BR Deutschland                  | Reiner Heugabel   |
| 5     | Bulgarien                       | Adam Tschetow     |
| 6     | Deutsche Demokratische Republik | Gerald Pfister    |

Titelverteidiger: Sergei Kornilajew, UdSSR

#### Kategorie bis 52 kg (Fliegengewicht)
| Platz | Land                            | Sportler            |
| ----- | ------------------------------- | ------------------- |
| 1     | Bulgarien                       | Walentin Jordanow   |
| 2     | Jugoslawien                     | Šaban Trstena       |
| 3     | Sowjetunion                     | Alexander Kirkesner |
| 4     | Deutsche Demokratische Republik | Hartmut Reich       |
| 5     | Türkei                          | Aslan Seyhanlı      |
| 6     | Frankreich                      | Thierry Bourdin     |

Titelverteidiger: Šaban Trstena, Jugoslawien

#### Kategorie bis 57 kg (Bantamgewicht)
| Platz | Land                            | Sportler             |
| ----- | ------------------------------- | -------------------- |
| 1     | Bulgarien                       | Stefan Iwanow        |
| 2     | Deutsche Demokratische Republik | Bernd Bobrich        |
| 3     | Sowjetunion                     | Gurgen Baghdassarjan |
| 4     | Türkei                          | Ahmet Ak             |
| 5     | Tschechoslowakei                | Jozef Schwendtner    |
| 6     | Finnland                        | Keijo Pekkonen       |

Titelverteidiger: Sergei Beloglasow, UdSSR

#### Kategorie bis 62 kg (Federgewicht)
| Platz | Land                            | Sportler         |
| ----- | ------------------------------- | ---------------- |
| 1     | Deutsche Demokratische Republik | Lutz Remus       |
| 2     | Sowjetunion                     | Sirajudin Ajubow |
| 3     | Bulgarien                       | Walentin Sawow   |
| 4     | Ungarn                          | József Orbán     |
| 5     | Polen                           | Marian Skubacz   |
| 6     | BR Deutschland                  | Günther Laier    |

Titelverteidiger: Simeon Schterew, Bulgarien

#### Kategorie bis 68 kg (Leichtgewicht)
| Platz | Land        | Sportler         |
| ----- | ----------- | ---------------- |
| 1     | Sowjetunion | Arsen Fadsajew   |
| 2     | Türkei      | Fevzi Şeker      |
| 3     | Bulgarien   | Simeon Schterew  |
| 4     | Ungarn      | Zoltán Szalontai |
| 5     | Rumänien    | Aron Cindea      |
| 6     | Polen       | Jan Szymański    |

Titelverteidiger: Arsen Fadsajew, UdSSR

#### Kategorie bis 74 kg (Weltergewicht)
| Platz | Land                            | Sportler               |
| ----- | ------------------------------- | ---------------------- |
| 1     | Sowjetunion                     | Anatol Palamarew       |
| 2     | Bulgarien                       | Kemal Mustafow Padarew |
| 3     | BR Deutschland                  | Martin Knosp           |
| 4     | Türkei                          | Burhan Sabancıoğlu     |
| 5     | Deutsche Demokratische Republik | Uwe Mauksch            |
| 6     | Jugoslawien                     | Šaban Sejdi            |

Titelverteidiger: Taram Magomadow, UdSSR

#### Kategorie bis 82 kg (Mittelgewicht)
| Platz | Land                            | Sportler          |
| ----- | ------------------------------- | ----------------- |
| 1     | Sowjetunion                     | Juri Worobjow     |
| 2     | Deutsche Demokratische Republik | Hans-Peter Franz  |
| 3     | Polen                           | Leszek Ciota      |
| 4     | Tschechoslowakei                | Jozef Lohyňa      |
| 5     | Frankreich                      | Joseppino Massida |
| 6     | BR Deutschland                  | Reiner Trik       |

Titelverteidiger: Efraim Kamberow, Bulgarien

#### Kategorie bis 90 kg (Halbschwergewicht)
| Platz | Land                            | Sportler          |
| ----- | ------------------------------- | ----------------- |
| 1     | Sowjetunion                     | Robert Tibilow    |
| 2     | Rumänien                        | Iulian Risnoveanu |
| 3     | Türkei                          | Reşit Karabacak   |
| 4     | Polen                           | Jan Gorski        |
| 5     | Deutsche Demokratische Republik | Torsten Wagner    |
| 6     | Tschechoslowakei                | Juraj Kucirko     |

Titelverteidiger: Wacha Jewlojew, UdSSR

#### Kategorie bis 100 kg (Schwergewicht)
| Platz | Land                            | Sportler         |
| ----- | ------------------------------- | ---------------- |
| 1     | Sowjetunion                     | Leri Chabelowi   |
| 2     | Deutsche Demokratische Republik | Uwe Neupert      |
| 3     | Türkei                          | Hayri Sezgin     |
| 4     | Bulgarien                       | Georgi Jantschew |
| 5     | Ungarn                          | István Robotka   |
| 6     | Polen                           | Jerzy Owerczuk   |

Titelverteidiger: Magomed Magomedow, UdSSR

#### Kategorie bis 130 kg (Superschwergewicht)
| Platz | Land                            | Sportler               |
| ----- | ------------------------------- | ---------------------- |
| 1     | Sowjetunion                     | Dawit Gobedschischwili |
| 2     | Bulgarien                       | Atanas Atanassow       |
| 3     | Deutsche Demokratische Republik | Andreas Schröder       |
| 4     | Ungarn                          | József Balla           |
| 5     | Polen                           | Jerzy Kachniarz        |
| 6     | Niederlande                     | Fredericus Winters     |

Titelverteidiger: Titel nicht vergeben, Silber an Salman Chassimikow (UdSSR) und Adam Sandurski (Polen)

### Medaillenspiegel
| Rang | Land                            | Gold | Silber | Bronze |
| ---- | ------------------------------- | ---- | ------ | ------ |
| 1    | Sowjetunion                     | 7    | 1      | 2      |
| 2    | Bulgarien                       | 2    | 2      | 2      |
| 3    | Deutsche Demokratische Republik | 1    | 3      | 1      |
| 4    | Türkei                          | 0    | 1      | 2      |
| 5    | Polen                           | 0    | 1      | 1      |
|      | Rumänien                        | 0    | 1      | 1      |
| 7    | Jugoslawien                     | 0    | 1      | 0      |
| 8    | BR Deutschland                  | 0    | 0      | 1      |

## Quelle
- www.foeldeak.com